# آغزی‌بیر (آق‌داش)
آغزی‌بیر (به لاتین: Ağzıbir) یک منطقه مسکونی در جمهوری آذربایجان است که در شهرستان آق‌داش واقع شده است. آغزی‌بیر ۱۶۶۵ نفر جمعیت دارد.